# Cilindro de ar comprimido

Regulador com DIN e conexão Yoke cilindros.

Garrafa de conexão Yoke depois ISO 12209-3 na vista em corte.

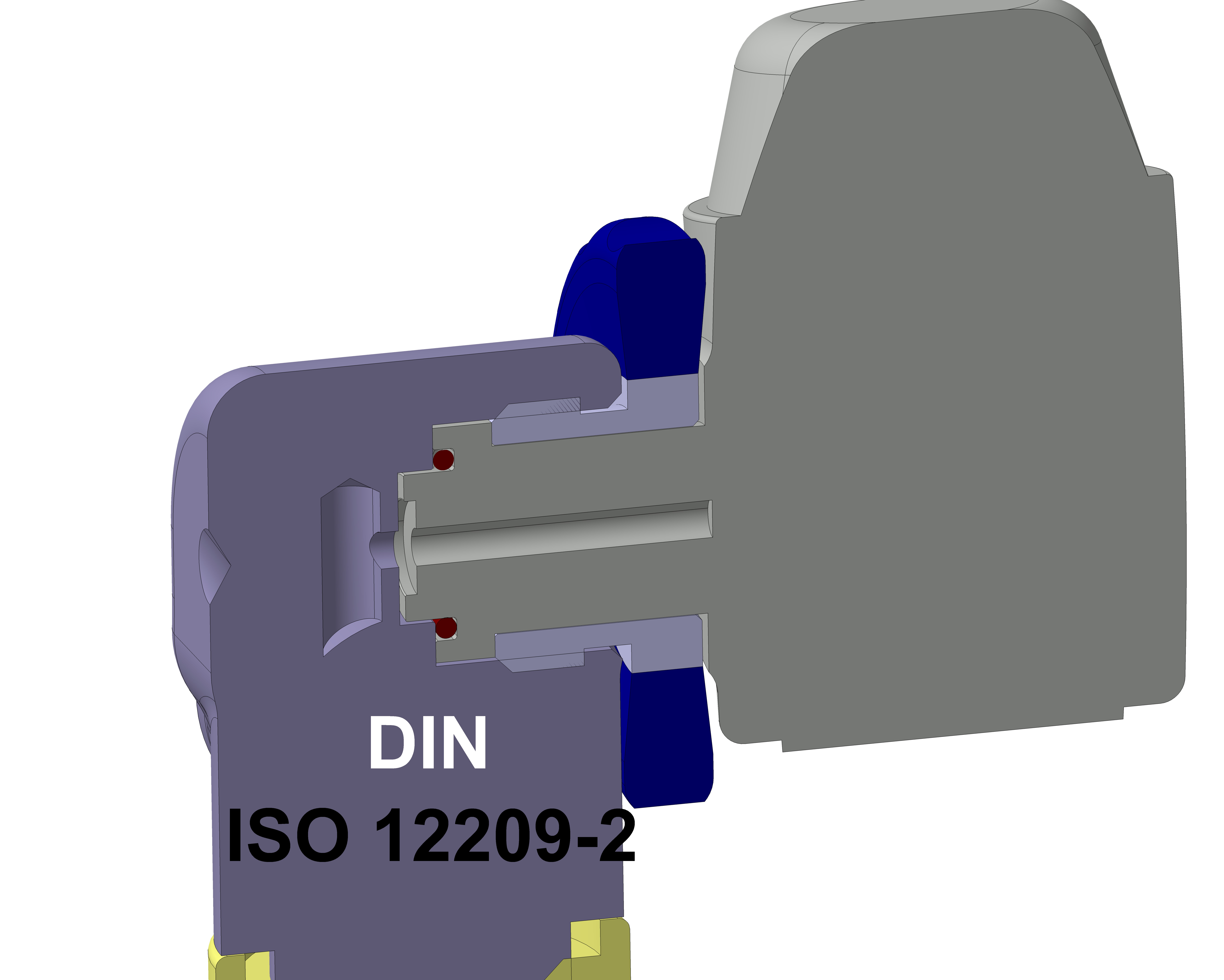
Garrafa de conexão DIN depois ISO 12209-2 na vista em corte.

O cilindro de ar comprimido (ou garrafa, ampola ou tanque) é um reservatório construído para armazenar ar comprimido ou outra mistura gasosa.

Podem ser construídos de diversas ligas metálicas, como por exemplo: aço-carbono, alumínio, ferro, etc., todas possuem um limite de capacidade, apontado em litros e uma pressão de trabalho, indicada em atmosferas.
Tanto a construção como a utilização devem seguir rigorosos padrões técnicos, sendo que o uso no mergulho somente é autorizado para as pessoas que se submeteram a um curso próprio (curso de mergulho autônomo).